# Argonne National Laboratory

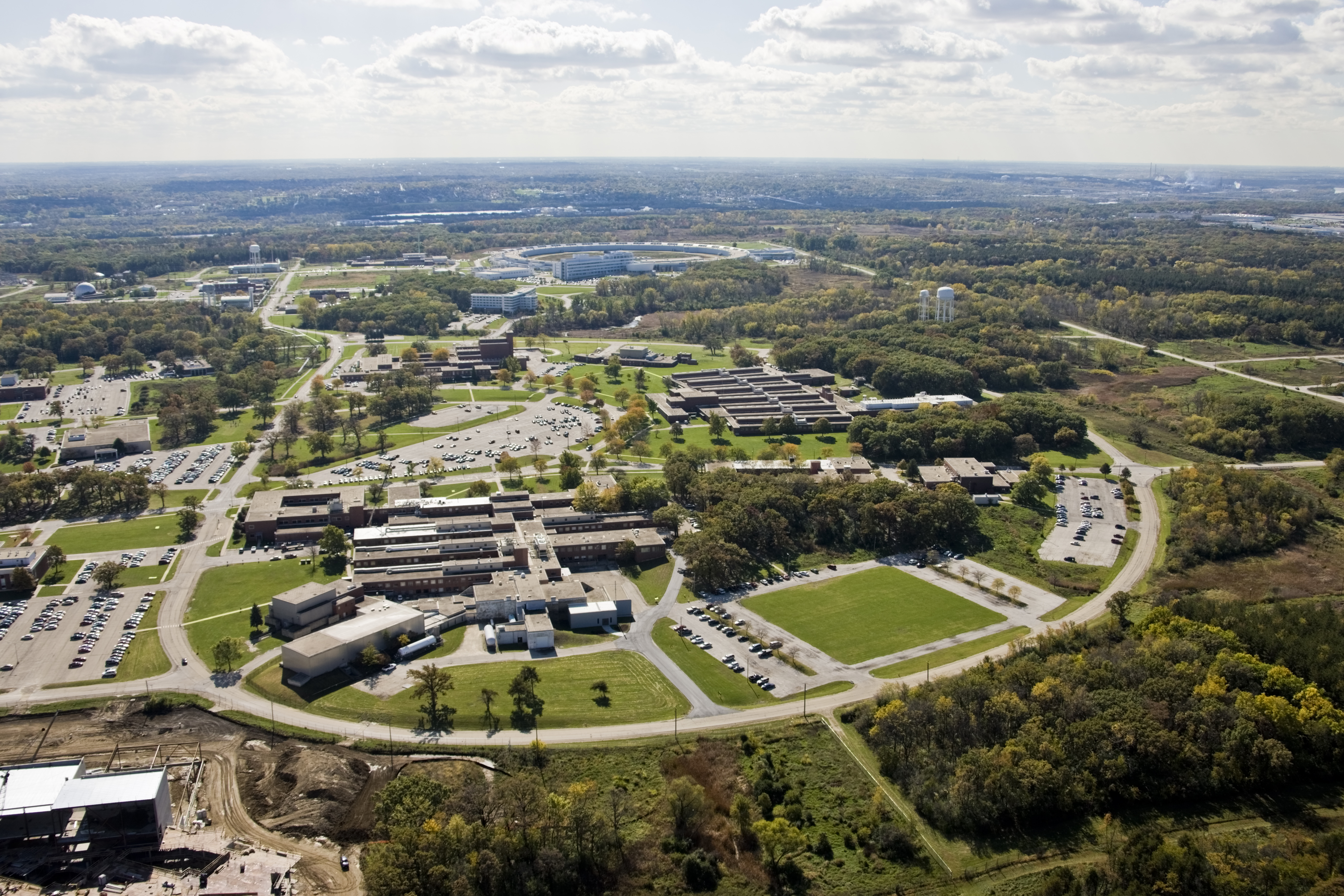
L'Argonne National Laboratory visto dall'alto

L'Argonne National Laboratory, istituito ufficialmente nel 1946, è uno dei più grandi e antichi laboratori nazionali di ricerca degli Stati Uniti. Sito nella Contea di DuPage in Illinois, a 40 km di distanza sudovest da Chicago, è gestito per il Dipartimento dell'Energia degli Stati Uniti d'America da una società composta dall'Università di Chicago e dalla Jacobs Engineering.

## Storia
L'Argonne National Laboratory discende originariamente dal Laboratorio Metallurgico dell'Università di Chicago, parte integrante del Progetto Manhattan e luogo in cui Enrico Fermi realizzò il 2 dicembre 1942 la prima reazione di fissione controllata. A causa della pericolosità degli esperimenti effettuati, la sede venne spostata all'interno di una sezione posta nella foresta di Argonne facente parte di una riserva naturale.
Il 1º luglio 1946 il laboratorio di Argonne ricevette la denominazione ufficiale Argonne National Laboratory, rappresentando il primo laboratorio nazionale statunitense ad essere stato istituito. Nei tardi anni 1940 la sede del laboratorio venne spostata in quella attuale collocata nella Contea di DuPage. Su richiesta della Commissione per l'energia atomica degli Stati Uniti d'America cominciarono ad essere sviluppati programmi di ricerca sull'energia nucleare per scopi pacifici, portando al successivo sviluppo del primo reattore nucleare ad acqua pesante e del reattore EBR-I (Experimental Breeder Reactor I) che nel 1951 fu il primo reattore al mondo a produrre energia elettrica.
Durante gli anni l'attività dell'Argonne National Laboratory non si incentrò solamente sulla ricerca riguardante l'energia nucleare. Gli scienziati dell'Argonne furono tra i pionieri nell'utilizzo della radiazione alfa per lo studio della superficie lunare, tecnica sfruttata a bordo del Surveyor 5 nel 1967 e successivamente usata per l'analisi di campioni lunari dalla missione Apollo 11. Nel 1955 dei chimici dell'Argonne furono i co-scopritori dell'einstenio e del fermio, gli elementi chimici con numero atomico 99 e 100 nella tavola periodica. Presso l'Argonne, nel 1962, venne sintetizzato il primo composto del gas nobile xeno aprendo la strada a un nuovo campo di ricerca riguardante il legame chimico. Nel 1963 venne scoperto anche l'elettrone idratato. Nel 1970 all'Argonne National Laboratory venne osservato per la prima volta il moto del neutrino mediante utilizzo di una camera a bolle.
Nel frattempo il laboratorio diede il proprio contributo alla progettazione del reattore per il primo sottomarino a propulsione nucleare, l'USS Nautilus. I reattori nucleari successivi furono il Reattore ad acqua bollente sperimentale, il precursore di molti impianti nucleari moderni, e l'EBR-II, raffreddato con sodio e comprendente il riciclo del combustibile.
Con il passare degli anni, forte della propria esperienza nell'ambito delle scienze chimiche, fisiche e in metallurgia, l'Argonne National Laboratory ha cominciato a specializzarsi in altre aree. Nel 1987 il laboratorio è stato il primo a dimostrare con successo l'utilizzo della tecnica di accelerazione laser-plasma in alternativa all'utilizzo dei classici acceleratori di particelle. Ha inoltre sviluppato un intenso programma di ricerca sulle batterie.

## Attività
L'attività dell'Argonne National Laboratory è attualmente incentrata sui seguenti temi:
- Ricerca scientifica di base in fisica, biologia e scienze ambientali.
- Gestione delle strutture di ricerca scientifiche nazionali in dotazione per contribuire all'avanzamento scientifico.
- Sviluppo e valutazione di tecnologie energetiche avanzate.
- Gestione dei problemi ambientali.
- Sicurezza nazionale.